# Gravettiano

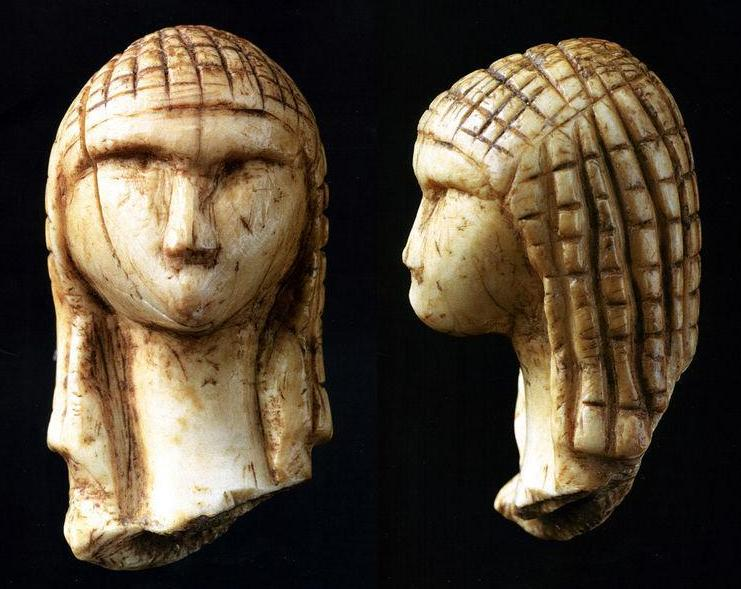
Arte gravettiana: la Venere di Brassempouy.

Il Gravettiano è una cultura del paleolitico superiore, diffusa tra 33.000 a 24.000 anni dal presente (BP - Berore Present in inglese) in gran parte dell'Europa, successiva alla precedente cultura aurignaziana.
La cultura Gravettiana è nota per le sue opere artistiche, tra cui le famose statuette di Veneri paleolitiche, tipicamente scolpite in avorio o calcare. Il nome deriva dal luogo in cui la cultura fu identificata per la prima volta, il sito di La Gravette, nel dipartimento francese sud-occidentale della Dordogna.

## Descrizione
Il Gravettiano deriva il proprio nome dal Riparo di La Gravette, presso Bayac, in Dordogna, dove a un deposito aurignaziano si sovrappongono più livelli caratterizzati dalla presenza di punte a dorso. La punta di La Gravette (anche punta G), la più diffusa tra queste punte a dorso, è ricavata da supporti laminari mediante un ritocco erto profondo, diretto o bipolare, con andamento subrettilineo o leggermente curvo, che ha rastremato la base del manufatto (consentendo un loro migliore immanicamento) e la punta (conferendo ad essa una maggior forza di penetrazione) senza indebolirle. Accanto alle gravettes di dimensioni laminari si ritrovano delle microgravettes, di dimensioni lamellari o microlamellari.
Si tratta di un'innovazione tecnologica che richiede la riorganizzazione della produzione; per questo viene abbandonata la catena di lavoro rivolta alla produzione di lamelle e di microlamelle mediante lo sfruttamento di nuclei carenoidi, e vengono invece sviluppate catene di lavoro standardizzate che utilizzano nuclei prismatici, adatti alla produzione di lame più grandi. Assieme alle punte a dorso, sono presenti vari tipi di bulini, grattatoi piatti, becchi, lame ritoccate.

## Diffusione
Gli studiosi hanno elaborato almento tre teorie sull'origine del gravettiano; la teoria monocentrica, per la quale questa cultura si sarebbe diffusa a partire da un unico centro da individuarsi lungo il corso del Danubio. Una policentrica, per la quale si sarebbe originato contemporaneamente a partire da diverse aree europee, ed una teoria di un'origine culturale, per cui il gravettiano sarebbe emerso come evoluzione di alcune e precedenti culture europee. Una ricerca del 2023 sposa quest'ultima tesi, poiché i dati genetici estratti dal DNA antico non evidenziano alcuna ascendenza tra le popolazione del gravettiano e quelle del precedente periodo del aurignazianao.  I popoli del gravettiano presentavano, tuttavia, delle tendenze generali diffuse, come l'uso di armi e alcune forme d'arte omogenee.
I Primi esseri umani moderni europei (EEMH-da European early modern humans in inglese) vissuti nel gravettiano erano cacciatori-raccoglitori che vissero in un periodo estremamente freddo della preistoria europea, e il loro lo stile di vita fu plasmato dal clima. Gli archeologi di solito descrivono due varianti regionali: il Gravettiano occidentale, noto principalmente per i siti rupestri in Francia, Spagna e Gran Bretagna, e il Gravettiano orientale per quelli nell'Europa centrale e in Russia.  Il Gravettiano occidentale, almeno quello osservato nel cluster di Fournol, sopravvisse durante l'Ultimo massimo glaciale in individui associati al Solutreano, probabilmente all'interno del rifugio climatico franco-cantabrico, diversamente dal Gravettiano orientale, osservato nel cluster di Věstonice, caratterizzato da individui vissuti tra circa 33.000 e 26.000 anni dal presente, del quale non si è trovata alcuna discendenza nelle successive popolazioni europee.
La cultura gravettiana, che rimane relativamente omogenea almeno fino a 27.000 anni dal presente, si estende su una vasta regione geografica, fino all'Estremadura in Portogallo. La cultura di Mal'ta-Buret', attestata in Siberia tra 26000-17000 anni dal presente, è spesso considerata appartenente al gravettiano, a causa delle sue caratteristiche simili e in particolare le sue statuette di Venere, ma qualsiasi ipotetica connessione sarebbe culturale e non genetica, dato che uno studio genomico del 2016 ha dimostrato che il popolo Mal'ta non ha connessioni genetiche con il popolo europei appartenenti alla cultura gravettiana europea.
La relativa contemporaneità nella comparsa del Gravettiano in questi centri lontani fra loro e l'assenza di antecedenti locali per le industrie gravettiane rendono difficili da accettare ipotesi che vedono nel Gravettiano l'espressione di migrazioni di gruppi umani e inducono a ritenerlo risultato dell'introduzione di nuove tecnologie applicate alle attività venatorie, diffusesi in quasi tutta l'Europa, tranne che in alcune aree delimitate, nelle quali persistette una tradizione aurignaziana. Ma l'unità gravettiana non è espressa soltanto dalle industrie litiche; si rinviene anche un'unità di contenuti nella produzione artistica (statuette femminili), che si differenzia nei diversi centri regionali.

### Il Gravettiano occidentale

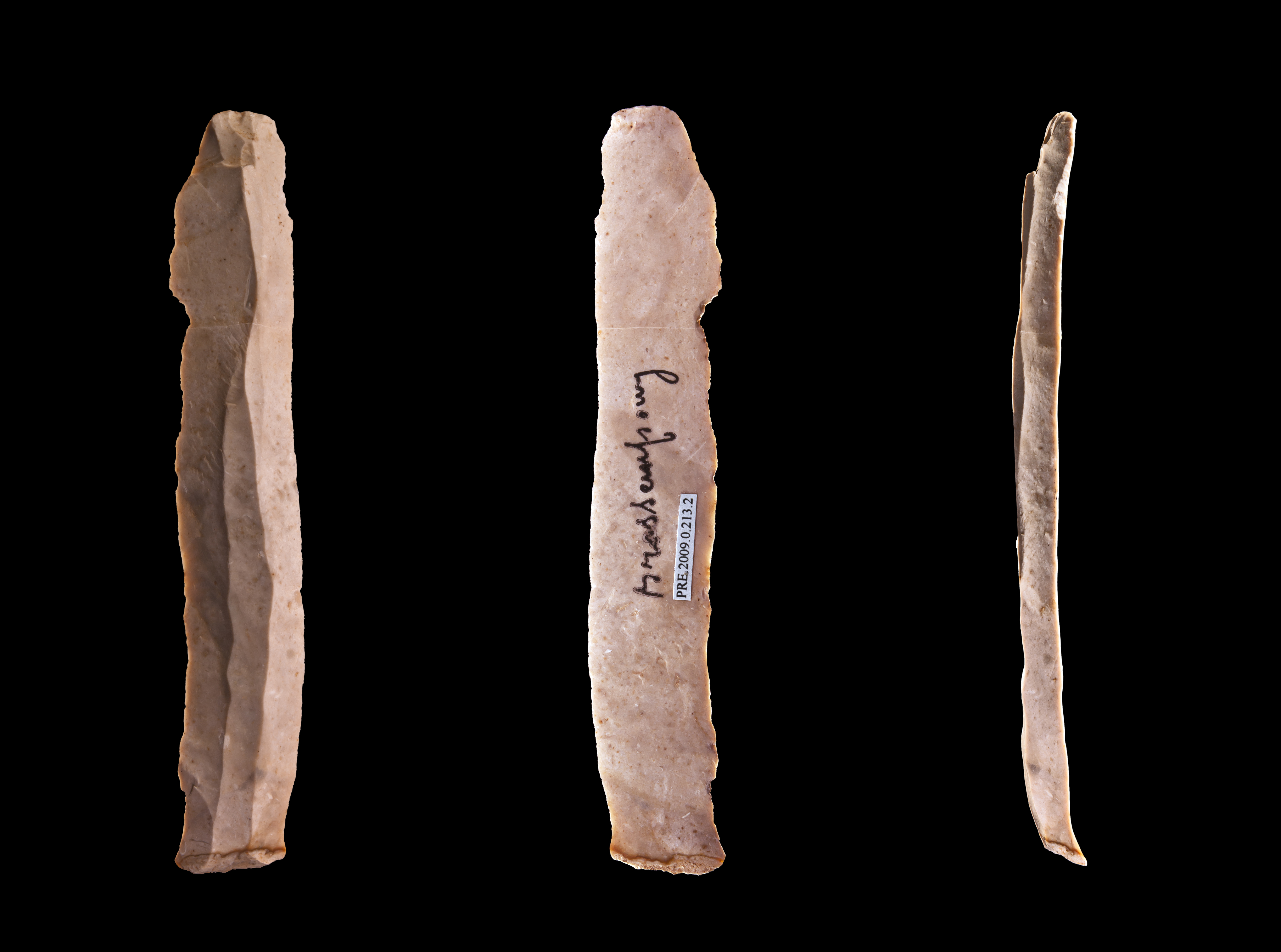
Lama in pietra gravettiana da Brassempouy, Francia

Alcuni tra i grandi siti archeologici della Dordogna, come il riparo di La Ferrassie, presentano serie di industrie gravettiane che hanno consentito di proporre una sequenza di riferimento.
- Il Gravettiano antico (Perigordiano IV), datata tra 28 000 e 26 000 BP, è caratterizzata, soprattutto nella sua parte inferiore, dalle flechettes. Con questo termine si intendono le punte a forma di foglia, con simmetria bilaterale, ottenute mediante un ritocco erto marginale, il cui orientamento e la cui localizzazione variano considerevolmente. In questa fase i bulini sono prevalentemente su supporto laminare, a stacchi laterali multipli su troncatura; sono anche presenti grattatoi frontali piatti su grandi schegge.
- Il Gravettiano evoluto occidentale (Perigordiano V), datato tra 26 000 e 23 000 BP, è caratterizzato da alcuni tipi altamente specializzati.
- Il Gravettiano finale (Perigordiano VI e VII) si chiude con industrie di tradizione gravettiana, prive dei tipi “speciali” della fase evoluta. Nell'area occidentale-atlantica al Gravettiano seguono complessi postgravettiani differenziati (Solutreano e Maddaleniano).

Le strutture del Gravettiano evoluto e finale occidentale sono simili: grattatoi prevalentemente su lama, con frequenze da 10 a 30%, bulini da 20 a 40%, con prevalenza di forme allungate, su troncatura con stacchi laterali; presenza costante di gravettes e di microgravettes.
Nell'Europa occidentale il paesaggio dominante nel Pleniglaciale è la foresta-tundra, con numerose zone di rifugio nelle valli riparate. I gruppi di cacciatori erano mobili entro un determinato territorio: nel sud-ovest francese essi si spostavano ciclicamente tra la costa atlantica e il Massiccio Centrale, con gli abitati si trovano sia in ripari sotto roccia sia all'aperto; essi sembrano comunque destinati a ospitare piccoli gruppi. Le rare strutture messe in luce nei siti all'aperto, a livello del suolo d'abitato, sono interpretabili come tende leggere. L'economia è caratterizzata dalla caccia alla renna, ma nei Pirenei e nel Massiccio Centrale le prede comprendono anche stambecco e camoscio. In vari siti è documentata anche la pesca dei salmonidi. La renna era cacciata durante tutto l'anno.

### Il Gravettiano in Italia
Il Gravettiano della penisola italiana va collegato al Gravettiano occidentale, pur ammettendo la possibilità di influenze del Gravettiano dell'Europa centro-orientale.
Per la sua conformazione fisica e per le conseguenti diverse aree climatiche, la penisola ben si prestava a diventare un rifugio glaciale, ovvero un'area dove le condizioni climatiche non erano così estreme come nel resto dell'Europa che intorno a 20.000 anni dal presente affrontava l'ultima grande glacizione continentale, come si è dimostrato con l'analisi dei siti archeologici della grotta di Santa Maria di Agnano (Ostuni) e Cardamone (Lecce).
In questa grotta ne 1991, frequentato sin dall'età preistorica a scopo cultuale, sono state rinvenute due sepolture infossate risalenti a circa 30.000 anni BP. Una delle due - conosciuta come la Donna di Ostuni- si è rivelata di eccezionale valore paletnologico (oltre che paleoantropologico) in quanto palese evidenza di sepoltura rituale tributata da un'evoluta comunità di cacciatori - raccoglitori del Paleolitico superiore ad una figura femminile defunta in avanzato stato di gravidanza. L'addobbo funerario della Donna di Ostuni è del tutto affine a quello delle veneri paleolitiche steatopigie raffigurate su innumerevoli statuette lapidee analogamente datate al Gravettiano, la più famosa delle quali è la cosiddetta Venere di Willendorf.
Il Riparo Mochi ai Balzi Rossi di Grimaldi in Liguria contiene importanti serie stratigrafiche con industrie a punte a dorso, fondamentali per la ricostruzione di una sequenza gravettiana che consente di comprendere i fenomeni legati al popolamento della penisola nella fase media e recente del paleolitico superiore.
I siti residenziali gravettiani sono distribuiti in Liguria e nella penisola, regioni in cui prevaleva il paesaggio steppico, ma nelle quali si trovavano anche ampie aree di rifugio delle arboree. Nelle grotte dei Colli Berici e delle Prealpi, sono stati individuati soltanto bivacchi di caccia di breve durata, dove i manufatti litici sono rappresentati quasi esclusivamente da armature.
La cacciagione è varia: cavallo, asino idruntino, stambecco, bovidi, cinghiale. In alcuni siti non lontani dal mare è documentata la raccolta dei molluschi eduli.

### Il Gravettiano dell'Europa centro-orientale

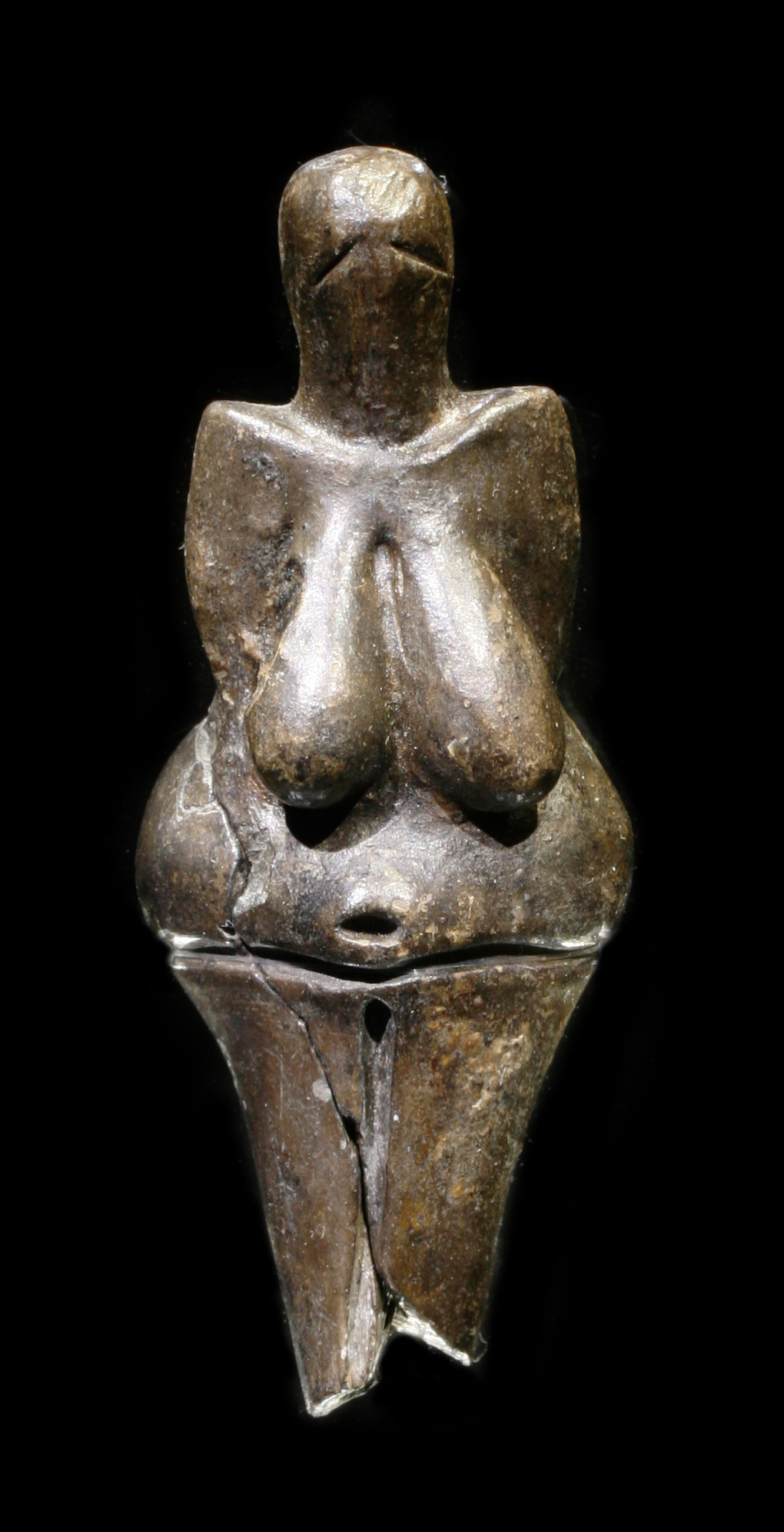
La Venere di Dolní Věstonice, datata fra il 29000 e il 25000 a.C.

Nello sviluppo del Gravettiano dell'Europa media, che compare attorno a 28.000-27 000 BP, vanno distinte due fasi principali.
- La fase antica, tra 27 000 e 23 000 anni dal presente, vede un processo di adattamento dei cacciatori gravettiani all'ambiente della steppa-tundra e della steppa-foresta periglaciale, che offriva risorse alimentari sufficienti in tutte le stagioni. Nelle regioni dei plateaux lössici si crea una rete di abitati stabile, che pare portare a un modo di vita semi-sedentario, con la formazione di accampamenti di 100-150 abitanti (Dolní Věstonice e Pavlov in Repubblica Ceca). In questi accampamenti le abitazioni, i focolari, le buche dei rifiuti, le fosse destinate alla conservazione della carne, i depositi di ossa sono distribuiti all'interno di recinti che delimitano l'area residenziale: l'esistenza di recinti è suggerita dall'aspetto omogeneo del deposito antropico e dalla sua netta delimitazione. Le evidenze archeologiche indicano una sempre maggiore specializzazione nella caccia al mammuth e nella raccolta di vegetali. Il mammuth offriva la gran parte del cibo, e le sue ossa venivano utilizzate come materiale per costruire le capanne, come combustibile per i focolari, come materiale per fabbricare strumenti, armi, ornamenti, opere d'arte figurativa. Al mammuth sono associati, tra i mammiferi di caccia, la renna, la volpe polare e la lepre. Va segnalata, a Dolní Věstonice e a Pavlov, la lavorazione della terracotta, utilizzata per fabbricare statuette. Nei due siti sono stati trovati anche i forni per la cottura. Il Gravettiano centro-orientale di questa fase è caratterizzato da gravettes, microgravettes e da altre armature microlitiche[senza fonte].
- Nella fase recente, l'inlandsis invade sempre più l'Europa media, mentre a sud i ghiacciai alpini scendono a quote molto basse. Si determinano condizioni ambientali incompatibili col modo di vita dei cacciatori gravettiani, che si spostano progressivamente verso est, nella tundra e nella steppa, insediandosi lungo il corso dei grandi fiumi della pianura russa, dove praticheranno la caccia al mammuth in grandi accampamenti stabili, oppure verso sud-est, lungo il medio corso del Danubio, nella zona delle steppe fredde, dedicandosi alla caccia alla renna e al cavallo, o nella regione pontica, alla caccia al bisonte. Il Gravettiano centro-orientale di questa fase è caratterizzato dalla presenza della punta a cran, cioè ad ampia tacca basale che consente l'inserimento dell'armatura in un'asta[senza fonte].

## Dieta
Gli animali costituivano una fonte primaria di cibo per gli esseri umani del periodo Gravettiano. Poiché durante questo periodo l'Europa era estremamente fredda, gli EEMH preferivano fonti alimentari ad alto contenuto energetico e di grassi. I confronti tra vari resti umani rivelano che le popolazioni alle latitudini più elevate ponevano maggiore enfasi dietetica sulla carne. Un tratto distintivo che distingueva gli EEMH di questa cultura, era la facilità con cui si spostavano, soprattutto se rapportata a quella dei Neanderthal; diversamente da questi gli EEMH svilupparono la tecnologia e l'organizzazione sociale che consentisse loro di migrare seguendo le proprie fonti di cibo.
In conseguenza di questa loro capacità, le diete dei gravettiani comprendevano un'ampia varietà di prede animali; dagli animali di grandi dimensioni come mammut, iene, lupi e renne, uccisi con strumenti di pietra o osso, a lepri e volpi catturate con le reti. Questo periodo è caratterizzato da un forte consumo di carne, poiché l'agricoltura non era stata ancora pienamente introdotta né sfruttata, anche perché il clima europeo non era favorevole alla coltivazione stabile di colture.
I frutti di mare rappresentavano una parte significativa della dieta delle popolazioni costiere. Dai resti rinvenuti in Italia e Galles, l'analisi isotopica rivela che il 20-30% della dieta di queste popolazioni era costituita da animali marini. Le popolazioni delle latitudini inferiori si basavano maggiormente su molluschi e pesci, mentre le diete delle latitudini più elevate erano a base di foche.

## Vestiario

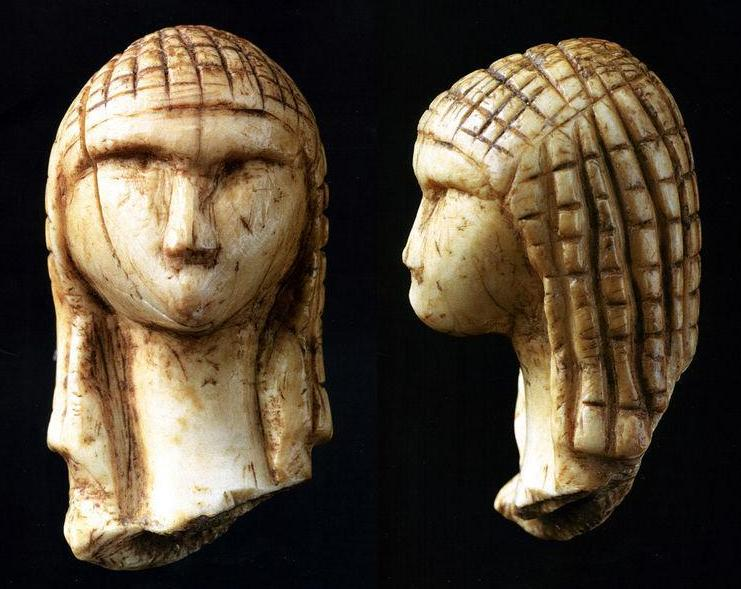
La signora di Brassempouy

Il ritrovamento di cuffie realizzate con conchiglie marine associato a inumazioni di individui vissuti in epoca gravettiana, come la Donna di Paglicci e la Donna di Ostuni ritrovate in Puglia, la Donna di Caviglione e il cosiddetto Principe di Arene Candide ritrovati in Liguria (rispettivamente nella Caverna delle Arene Candide e ai Balzi Rossi), come anche alcune statuine (ad. esempio la cosiddetta Signora di Brassempouy), ha fatto ipotizzare che queste cuffie non fossero utlizzati unicamente come oggetti funebri, ma veri e propri copricapi utilizzati in vita.

## Caccia
Clave, pietre e bastoni erano i principali strumenti di caccia durante il paleolitico superiore. Punte di osso, di corno e d'avorio sono state rinvenute in siti francesi; tuttavia, punte di freccia in pietra e lance da lancio vere e proprie non apparvero fino al periodo Solutreano circa 20.000 anni BP. A causa degli strumenti primitivi, molti animali venivano cacciati a distanza ravvicinata. Il manufatto tipico dell'industria gravettiana, un tempo considerato diagnostico per indicare l'appartenenza culturale al gravettiano, è la piccola lama appuntita con il dorso dritto e smussato, oggi note come le punte Gravette, che venivano utilizzate per la caccia di selvaggina di grossa taglia. I Gravettiani usavano anche le reti per la caccia alla selvaggina di piccola taglia, e sono considerati gli inventori dell'arco e delle frecce.
Scoperte nei siti di Dolní Věstonice e Pavlov nella Repubblica Ceca suggeriscono che le reti venissero utilizzate per catturare un gran numero di prede di piccole dimensioni, offrendo una scorta di cibo rapida e costante e quindi un'alternativa al modello di abbondanza/carestia dei cacciatori di grossa selvaggina. La prova è rappresentata da una corda spessa 4 mm (0,16 pollici) conservata su impronte di argilla. La ricerca suggerisce che, sebbene non siano state scoperte impronte di rete più grandi, ci sarebbero poche ragioni per non realizzarle, poiché non sarebbero richieste ulteriori conoscenze per la loro produzione. La tessitura delle reti era probabilmente un compito comunitario, che si basava sul lavoro delle donne e dei bambini.

### Libri
- Margherita Mussi, Earliest Italy: An Overview of the Italian Paleolithic and Mesolithic, Springer, 2001, ISBN 0-306-46463-2
- Jean Guilaine Guida alla preistoria, Gremese ed., 2004, ISBN 88-8440-292-1

### Riviste
- (EN) Qiaomei Fu, Cosimo Posth, Mateja Hajdinjak, Petr M, Mallick S, Fernandes D, Furtwängler A, Haak W, Meyer M, Mittnik A, Nickel B, Peltzer A, Rohland N, Slon V, Talamo S, Lazaridis I, Lipson M, Mathieson I, Schiffels S, Skoglund P, Derevianko AP, Drozdov N, Slavinsky V, Tsybankov A, Cremonesi RG, Mallegni F, Gély B, Vacca E, Morales MR, Straus LG, Neugebauer-Maresch C, Teschler-Nicola M, Constantin S, Moldovan OT, Benazzi S, Peresani M, Coppola D, Lari M, Ricci S, Ronchitelli A, Valentin F, Thevenet C, Wehrberger K, Grigorescu D, Rougier H, Crevecoeur I, Flas D, Semal P, Mannino MA, Cupillard C, Bocherens H, Conard NJ, Harvati K, Moiseyev V, Drucker DG, Svoboda J, Richards MP, Caramelli D, Pinhasi R, Kelso J, Patterson N, Krause J, Pääbo S e Reich D., The genetic history of Ice Age Europe, in Nature, vol. 534, n. 7606, 9 giugno 2016,  pp. 200–205, DOI:10.1038/nature17993. URL consultato il 17 giugno 2025.
- (EN) Posth C, Yu H, Ghalichi A, Rougier H, Crevecoeur I, Huang Y, Ringbauer H, Rohrlach AB, Nägele K, Villalba-Mouco V, Radzeviciute R, Ferraz T, Stoessel A, Tukhbatova R, Drucker DG, Lari M, Modi A, Vai S, Saupe T, Scheib CL, Catalano G, Pagani L, Talamo S, Fewlass H, Klaric L, Morala A, Rué M, Madelaine S, Crépin L, Caverne JB, Bocaege E, Ricci S, Boschin F, Bayle P, Maureille B, Le Brun-Ricalens F, Bordes JG, Oxilia G, Bortolini E, Bignon-Lau O, Debout G, Orliac M, Zazzo A, Sparacello V, Starnini E, Sineo L, van der Plicht J, Pecqueur L, Merceron G, Garcia G, Leuvrey JM, Garcia CB, Gómez-Olivencia A, Połtowicz-Bobak M, Bobak D, Le Luyer M, Storm P, Hoffmann C, Kabaciński J, Filimonova T, Shnaider S, Berezina N, González-Rabanal B, González Morales MR, Marín-Arroyo AB, López B, Alonso-Llamazares C, Ronchitelli A, Polet C, Jadin I, Cauwe N, Soler J, Coromina N, Rufí I, Cottiaux R, Clark G, Straus LG, Julien MA, Renhart S, Talaa D, Benazzi S, Romandini M, Amkreutz L, Bocherens H, Wißing C, Villotte S, de Pablo JF, Gómez-Puche M, Esquembre-Bebia MA, Bodu P, Smits L, Souffi B, Jankauskas R, Kozakaitė J, Cupillard C, Benthien H, Wehrberger K, Schmitz RW, Feine SC, Schüler T, Thevenet C, Grigorescu D, Lüth F, Kotula A, Piezonka H, Schopper F, Svoboda J, Sázelová S, Chizhevsky A, Khokhlov A, Conard NJ, Valentin F, Harvati K, Semal P, Jungklaus B, Suvorov A, Schulting R, Moiseyev V, Mannermaa K, Buzhilova A, Terberger T, Caramelli D, Altena E, Haak W e Krause J., Palaeogenomics of Upper Palaeolithic to Neolithic European hunter-gatherers, in Nature, vol. 615, 2023,  pp. 117–126, DOI:10.1038/s41586-023-05726-0. URL consultato il 22 giugno 2025.